# Майсурадзе, Георгий Васильевич
Георгий Васильевич Майсура́дзе (1908—1966) — участник Великой Отечественной войны, пехотинец, Герой Советского Союза.

## Биография
Родился в 1908 году в селе Кведи ныне Онского района Грузии, в семье крестьянина. Грузин. Окончил сельскую школу, трудился в местном колхозе.
В 1941 году был мобилизован в Красную Армию. В действующих частях с мая 1942 года.
Служил стрелком в 519-м стрелковом полку 81-й стрелковой дивизии 61-й армии Центрального фронта.
Особо отличился в бою в окрестностях деревни Глушец Лоевского района Гомельской области Белоруссии. 10 октября 1943 года участвовал в блокировке огневой точки противника. Проявив мужество, в критическую минуту боя, собственным телом заглушил пулемётный огонь, был тяжело ранен, но в итоге остался жив.
Указом Президиума Верховного Совета СССР «О присвоении звания Героя Советского Союза генералам, офицерскому, сержантскому и рядовому составу Красной Армии» от 15 января 1944 года за «образцовое выполнение боевых заданий командования по форсированию реки Днепр и проявленные при этом мужество и героизм» бойцу Георгию Майсурадзе было присвоено звание Героя Советского Союза с вручением ордена Ленина и медали «Золотая Звезда» за номером 745.
Награждён также медалями.
Демобилизовался по состоянию здоровья. В родном селе трудился лесничим Цхморского лесоучастка Онского района. Умер 23 февраля 1966 года.

## Память
В селе Кведи установлен бюст героя.